# CX3CL1
CX3CL1, hemokin (C-X3-C motiv) ligand 1, je veliki citokin protein sa 373 aminokiseline. On sadrži više domena. Ovo je jedini član  hemokin familije. On je poznat pod imenima fraktalkin (kod ljudi) i neurotaktin (kod miševa). Polipeptidna struktura CXC3L1 se razlikuje od tipične strukture drugih hemokina. Na primer, razmak između karakterističnih -terminalnih cisteina je različit; postoje tri aminokiseline između inicijalnog para cisteina u CX3CL1, koji se ne javljaju u  hemokinima. Postoji samo jedna aminokiselina u tom segmentu  hemokina. CX3CL1 se proizvodi kao dugački protein (sa 373 aminokiseline kod ljudi) sa produženim poput mucina stablom i hemokin domenom na vrhu. Mucinu-slično stablo dozvoljava mu da se veže na površinu pojedinih ćelija. Rastvorna (90 kD) verzija ovog hemokina takođe je bila primećena. Rastvorni CX3CL1 je potencijalni hemoatraktant T ćelija i monocita, dok hemokin vezan za ćeliju promoviše snažnu adheziju leukocita na aktivirane endotelne ćelije, gde je on prvenstveno izražen. CX3CL1 izaziva svoje adhezivne i migratorne funkcije putem interakcija sa hemokin receptorom CX3CR1. Njegov gene je lociran na ljudskom hromozom 16 zajedno sa nekim CC hemokinima poznatim kao CCL17 i CCL22.

## Literatura
- Umehara H; Bloom ET; Okazaki T;  . (2004). „Fractalkine in vascular biology: from basic research to clinical disease.”. Arterioscler. Thromb. Vasc. Biol. 24 (1): 34—40. PMID 12969992. doi:10.1161/01.ATV.0000095360.62479.1F.
- Umehara H; Tanaka M; Sawaki T;  . (2006). „Fractalkine in rheumatoid arthritis and allied conditions.”. Mod Rheumatol. 16 (3): 124—30. PMID 16767549. doi:10.1007/s10165-006-0471-9.
- Maruyama K, Sugano S (1994). „Oligo-capping: a simple method to replace the cap structure of eukaryotic mRNAs with oligoribonucleotides.”. Gene. 138 (1-2): 171—4. PMID 8125298. doi:10.1016/0378-1119(94)90802-8.
- Bazan JF; Bacon KB; Hardiman G;  . (1997). „A new class of membrane-bound chemokine with a CX3C motif.”. Nature. 385 (6617): 640—4. PMID 9024663. doi:10.1038/385640a0.
- Pan Y; Lloyd C; Zhou H;  . (1997). „Neurotactin, a membrane-anchored chemokine upregulated in brain inflammation.”. Nature. 387 (6633): 611—7. PMID 9177350. doi:10.1038/42491.
- Suzuki Y; Yoshitomo-Nakagawa K; Maruyama K;  . (1997). „Construction and characterization of a full length-enriched and a 5'-end-enriched cDNA library.”. Gene. 200 (1-2): 149—56. PMID 9373149. doi:10.1016/S0378-1119(97)00411-3.
- Imai T; Hieshima K; Haskell C;  . (1997). „Identification and molecular characterization of fractalkine receptor CX3CR1, which mediates both leukocyte migration and adhesion.”. Cell. 91 (4): 521—30. PMID 9390561. doi:10.1016/S0092-8674(00)80438-9.
- Nomiyama H; Imai T; Kusuda J;  . (1998). „Human chemokines fractalkine (SCYD1), MDC (SCYA22) and TARC (SCYA17) are clustered on chromosome 16q13.”. Cytogenet. Cell Genet. 81 (1): 10—1. PMID 9691168. doi:10.1159/000015000.
- Combadiere C; Salzwedel K; Smith ED;  . (1998). „Identification of CX3CR1. A chemotactic receptor for the human CX3C chemokine fractalkine and a fusion coreceptor for HIV-1.”. J. Biol. Chem. 273 (37): 23799—804. PMID 9726990. doi:10.1074/jbc.273.37.23799.
- Meucci O; Fatatis A; Simen AA;  . (1998). „Chemokines regulate hippocampal neuronal signaling and gp120 neurotoxicity.”. Proc. Natl. Acad. Sci. U.S.A. 95 (24): 14500—5. PMC 24402 . PMID 9826729. doi:10.1073/pnas.95.24.14500.
- Mizoue LS, Bazan JF, Johnson EC, Handel TM (1999). „Solution structure and dynamics of the CX3C chemokine domain of fractalkine and its interaction with an N-terminal fragment of CX3CR1.”. Biochemistry. 38 (5): 1402—14. PMID 9931005. doi:10.1021/bi9820614.
- Papadopoulos EJ; Sassetti C; Saeki H;  . (1999). „Fractalkine, a CX3C chemokine, is expressed by dendritic cells and is up-regulated upon dendritic cell maturation.”. Eur. J. Immunol. 29 (8): 2551—9. PMID 10458770. doi:10.1002/(SICI)1521-4141(199908)29:08<2551::AID-IMMU2551>3.0.CO;2-T.
- Loftus BJ; Kim UJ; Sneddon VP;  . (1999). „Genome duplications and other features in 12 Mb of DNA sequence from human chromosome 16p and 16q.”. Genomics. 60 (3): 295—308. PMID 10493829. doi:10.1006/geno.1999.5927.
- Tong N; Perry SW; Zhang Q;  . (2000). „Neuronal fractalkine expression in HIV-1 encephalitis: roles for macrophage recruitment and neuroprotection in the central nervous system.”. J. Immunol. 164 (3): 1333—9. PMID 10640747.
- Faure S; Meyer L; Costagliola D;  . (2000). „Rapid progression to AIDS in HIV+ individuals with a structural variant of the chemokine receptor CX3CR1.”. Science. 287 (5461): 2274—7. PMID 10731151. doi:10.1126/science.287.5461.2274.
- Hoover DM, Mizoue LS, Handel TM, Lubkowski J (2000). „The crystal structure of the chemokine domain of fractalkine shows a novel quaternary arrangement.”. J. Biol. Chem. 275 (30): 23187—93. PMID 10770945. doi:10.1074/jbc.M002584200.
- Meucci O, Fatatis A, Simen AA, Miller RJ (2000). „Expression of CX3CR1 chemokine receptors on neurons and their role in neuronal survival.”. Proc. Natl. Acad. Sci. U.S.A. 97 (14): 8075—80. PMC 16672 . PMID 10869418. doi:10.1073/pnas.090017497.
- Papadopoulos EJ; Fitzhugh DJ; Tkaczyk C;  . (2000). „Mast cells migrate, but do not degranulate, in response to fractalkine, a membrane-bound chemokine expressed constitutively in diverse cells of the skin.”. Eur. J. Immunol. 30 (8): 2355—61. PMID 10940926. doi:10.1002/1521-4141(2000)30:8<2355::AID-IMMU2355>3.0.CO;2-#.
- Lucas AD; Chadwick N; Warren BF;  . (2001). „The transmembrane form of the CX3CL1 chemokine fractalkine is expressed predominantly by epithelial cells in vivo.”. Am. J. Pathol. 158 (3): 855—66. PMC 1850344 . PMID 11238035.
- Garton KJ; Gough PJ; Blobel CP;  . (2001). „Tumor necrosis factor-alpha-converting enzyme (ADAM17) mediates the cleavage and shedding of fractalkine (CX3CL1).”. J. Biol. Chem. 276 (41): 37993—8001. PMID 11495925. doi:10.1074/jbc.M106434200.